# Rohdella siamensis
Rohdella siamensis är en plattmaskart som beskrevs av Gibson och Chinabut 1984. Rohdella siamensis ingår i släktet Rohdella och familjen Aspidogastridae. Inga underarter finns listade i Catalogue of Life.